# Bilans stanja
Bilans stanja je finansijski izveštaj o stanju (imovine) privrednog društva na određeni dan.
Sastoji se od uporednog prikaza 
- aktive, odnosno sredstava sa kojim privredno društvo raspolaže i
- pasive, odnosno prikaza izvora ili porekla sredstava sa kojim privredno društvo raspolaže. U bilansu stanja vrednost aktive i pasive mora da bude jednaka.

Na primer, ako jedno privredno društvo ima u svom magacinu robu u vrednosti od 1.000.000 novčanih jedinica, ta roba će biti prikazana u bilansu stanja kao aktiva, odnosno kao sredstvo kojim privredno društvo raspolaže. Ako na ime ove robe privredno društvo duguje dobavljačima 900.000 novčanih jedinica, a bankama 100.000 novčanih jedinica onda će u bilansu stanja kao poreklo ove robe, odnosno kao pasiva biti navedeni ovi dugovi. Kao što se vidi bilans je uravnotežen, aktiva je 1.000.000 novčanih jedinica, a pasiva je 900.000 + 100.000 odnosno 1.000.000.
Reč bilans inače potiče od latinske reči bi i lanx što znači dvostruki tas na vagi.

## Forme bilansa stanja
Forme za prezentovanje bilansa stanja mogu biti horizontalne i vertikalne.

### Horizontalni tabelarni pregled
| Redni br. | AKTIVA           | IZNOS   | Redni br. | PASIVA              | IZNOS   |
| --------- | ---------------- | ------- | --------- | ------------------- | ------- |
| 1.        | Osnovna sredstva | 100.000 | 1.        | Kapital             | 100.000 |
| 2.        | Roba u skladištu | 60.000  | 2.        | Krediti             | 40.000  |
| 3.        | Kupci u zemlji   | 40.000  | 3.        | Dobavljači u zemlji | 60.000  |
|           | Ukupno           | 200.000 |           | Ukupno              | 200.000 |

### Vertikalni tabelarni pregled
| R.B. | NAZIV POZICIJE      | IZNOS   |
| 1.   | Osnovna sredstva    | 100.000 |
| 2.   | Roba u skladištu    | 60.000  |
| 3.   | Kupci u zemlji      | 40.000  |
|      | UKUPNO AKTIVA       | 200.000 |
| 1.   | Kapital             | 100.000 |
| 2.   | Krediti             | 40.000  |
| 3.   | Dobavljači u zemlji | 60.000  |
|      | UKUPNO PASIVA       | 200.000 |

## Literatura
- VUKIĆ, Stanoje: Finansijsko knjigovodstvo i završni račun, Beograd: Viša ekonomska škola, 1971 P-556, P-558

## Spoljašnje veze
- Analiza bilansa stanja Архивирано на веб-сајту  (12. фебруар 2012)